# 卢剑波
卢廷杰（1904年7月3日—1991年12月8日），号剑波，又号黑囚，四川省泸州合江县江津市人，中国无政府主义者、世界语者、四川大学历史系教授。

## 生平
1904年7月3日，卢剑波生于四川省泸州合江县江津市:61。就读于四川合江中学，后任该校学生联合会负责人:42。受到五四运动及新文化运动影响，在中学期间就已经接触到无政府主义及世界语。受到同校一位青年教师影响，卢剑波了解到了十月革命，并希望到蘇維埃俄國学习。1921年，卢剑波拿了家里3个银元，到重庆找了重庆联合县立中学的陈小我，却被告知已经不能北上。
1922年，卢剑波转学至泸县川南师范。5月，尝试利用川南道军警学校运动会办刊物宣传无政府主义。该事被发觉，卢剑波被抓捕，以蓄谋煽动军警叛变罪名被判处死刑立即执行。执行路上被王缵绪上报至楊森处，得叫停，改判为禁闭教育，杨森给卢剑波传话说：“你小小年纪，竟有这样胆识，如果‘改邪归正’，将来定会为国家建功立业”。后教育厅厅长、川南日报社社长卢作孚将卢剑波保释出狱。出狱后考入了江苏省第一中学，同期创办《民锋》、《黑澜》等刊物，并与巴金相见:61。1925年，卢剑波来到上海，1926年考入上海国民大学，在校期间组织民锋社联盟、中国少年无政府共产主义联盟、工团主义研究会。1928年毕业:92:61，同年，他因批评中国无政府主义者与国民党的合作而不得不离开上海:21。
1931年，卢剑波回到四川养病，之后长期于四川任教:92。此后不久，卢剑波、吴先忧和张良卿等组织发起成都世界语学会，卢任会长，期间还编辑《憧憬》、《惊蛰》等刊物:61。1944年，卢剑波开始在四川大学讲课。1960年，卢剑波当选为川大校工会主席，后任四川大学历史系教授。
1991年12月8日病逝。

## 个人生活
与鄧天矞在1920年代成为伴侣，但二人从未正式结婚。